# Свята Шрі-Ланки
На території Шрі-Ланки офіційними вихідними днями вважаються не тільки субота і неділя, а й дні повного Місяця, коли потрібно думати про духовне і медитувати. Релігійні свята в Шрі-Ланці відзначають за місячним календарем, місцеві жителі святкують щось не рідше одного разу на місяць.

## Свята

### Новий Рік
Сингальський і Тамільський Новий Рік («Алют Авурудху» сингальською мовою, «Путхіяттанду» тамільською) - дуже велика культурна подія на острові. Фестиваль проходить у квітні (також відомому як місяць Бака), коли сонце переходить від Міни Рашії (Будинок Риб) до Меші Рашії (Будинку Овна). Незвичайно, як кінець одного року, так і початок наступного відбуваються не опівночі, а в окремі часи, визначені астрологами з проміжком між ними у декілька годин («nona gathe» або нейтральний період), коли час очікується утримуватися від усіх видів робіт і замість цього займатися виключно релаксацією релігійної діяльності та традиційними іграми. Під час новорічних свят, як діти, так і дорослі часто одягаються в традиційні наряди. Але одяг повинен бути митий і дуже чистий.

### Список свят
| Січень    | Вівторок  | Дурутху Поя (На честь Сіддгартхи Ґаутами під час першого візиту до Шрі-Ланки) | *†# |
| Січень    |           | Понгал | *†# |
| 4 лютого  | Понеділок | День Незалежності | *†# |
| Лютий     |           | Навам Поя (Будда вперше проголошує кодекс фундаментальних етичних заповідей для ченців) | *†# |
| Березень  | Четвер    | Маха-Шиваратрі | *†  |
| Березень  | Четвер    | Мавлід (День народження пророка Мухаммеда) | *†  |
| Березень  |           | Медін Поя (Вшановується візит Будди до свого дому, щоб проповідувати його батькові, королю Суддодану та іншим родичам)                                                                                   | *†# |
| Березень  | П'ятниця  | Страсна П'ятниця | *†  |
| 13 квітня |           | День перед Сингальським і Тамільським Новими Роками (місяць Бака), коли сонце рухається Міни Рашії (Будинок Риб) до Меші Рашії (Будинку Овна), ланкійці починають святкувати свій Національний Новий рік | *†# |
| 14 квітня |           | Сингальський і Тамільський Новий Рік | *†# |
| Квітень   | П'ятниця  | Додаткове банківське свято | †   |
| Квітень   |           | Бак Поя (відзначають другий візит Будди до Шрі-Ланки) | *†# |
| 1 травня  | Четвер    | Свято Травня | *†# |
| Травень   |           | Весак Поя (Починається буддійський календар) | *†# |
| Травень   |           | День після Весак Поя | *†# |
| Червень   |           | Посон Поя (Відзначається введення буддизму до Шрі-Ланки) | *†# |
| Липень    |           | Асала Пуджа або Есала Поя (Вшановує спасіння першої проповіді п'яти подвижникам і приведення в рух Колеса Дхамми Буддою)                                                                                 | *†# |
| Серпень   |           | Нікіні Поя (проведення першого Дхамма Сангаяна (скликання Будди)) | *†# |
| Вересень  |           | Бінара Поя (Вшановує візит Будди до неба, щоб проповідувати його матері і небесній множині) | *†# |
| Жовтень   | Середа    | Рамазан-байрам | *†  |
| Жовтень   |           | Вап Поя (Король Деванампіатісса з Шрі-Ланки відправляє посланців до короля Ашоки з проханням надіслати до Шрі-Ланки дочку Арахата Сангамітту Тері, щоб заснувати «Сакшуні сасани» (орден черниць))       | *†# |
| Жовтень   | Понеділок | Дівалі | *†  |
| Листопад  |           | Іл Поя (Святкується отримання Віварани (гарантія стати Буддою)) | *†# |
| Грудень   | Вівторок  | Курбан-байрам | *†  |
| Грудень   | Понеділок | Ундувап Поя (Сангаміта Тері заснувала Бхикхуні Сасану (орден ченців)) | *†# |
| 25 грудня | Субота    | Різдво Христове | *†# |

* Державне свято, † банківський вихідний, # Товарне свято
Всі дні повного Місяця називають Поя. Фактична дата, на яку окремий день Пої буде падати, змінюється щороку.